# Cikánův soud
Cikánův soud (v anglickém originále The Trial of the Gypsy) je jednoaktová dětská opera neboli dramatická kantáta (jevištní uvedení není podmínkou) italsko-amerického skladatele Giana Carla Menottiho na vlastní libreto z roku 1978.
Dílo je napsáno pro jednu hlavní roli (cikánský chlapec – chlapecký soprán), tři vedlejší (soudcové) a dětský sbor s doprovodem bicích (nepovinné) a klavíru.
Cikánův soud poprvé uvedlo hudební oddělení Juilliard School v Alice Tuddy Hall (součást Lincoln Center) v New Yorku dne 24. května 1978. Účinkoval Newark Boys Chorus, jehož členové se zhostili i sólových rolí, dirigoval Terrence Shook.
Děj: Mladý cikán je souzen za krádeže a jiné zločiny třemi soudci, zatímco sbor dodává průvodní informace, podporu a komentář. Porotou je obecenstvo.